# 三个可以谈
三个可以谈是2002年11月，时任中共中央总书记的江泽民在中共十六大报告中提出的为统一中国，如何与中华民国（台湾）进行政治谈判的主张。

## 背景
1992年，江泽民在中共十四大报告中即提出“在一个中国前提下，什么问题都可以谈，包括就两岸正式谈判的方式问题同台湾方面进行讨论，找到双方都认为合适的办法”。
1995年1月，江泽民提出对台八项主张，被归纳为江八点。1997年，中共十五大报告，再度重申。

## 内容
江泽民主张在一个中国前提下，什么问题都可以谈。一是“可以谈正式结束两岸敌对状态问题”；二是“可以谈台湾地区在国际上与其身份相适应的经济文化活动空间问题”；三是“也可以谈台湾当局的政治地位等问题”。

## 评价
2002年中共十六大报告发表后的11月27日，国台办新闻发言人张铭清在新闻发表会上表示，“三个可以谈”表明了己方对台方针政策的一贯性、连续性，体现了大陆方面在两岸政治谈判问题上的积极态度和极大诚意。“三个可以谈”使两岸政治谈判的议题进一步具体化、更具操作性。如第一个“可以谈”结束两岸敌对状态。“三个可以谈”进一步拓展了两岸政治谈判的空间，为打开两岸政治僵局指明了道路，为两岸同胞展现了共同争取和平统一的光明前景。
厦门大学台研所教授陈孔立认为“三个可以谈”是突破两岸（政治）僵局的关键。

## 关联条目
- 邓六条
- 江八点
- 胡六点